# Joachim Hinrich Nicolaßen

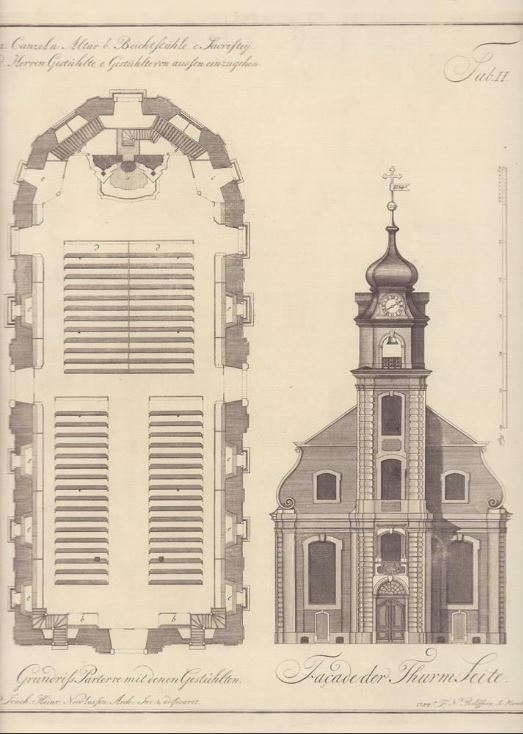
Kupferstich der Kleinen St.-Michaelis-Kirche. Hamburg um 1754, F. N. Rolffsen nach Joachim Hinrich Nicolaßen.

Joachim Hinrich Nicolaßen (auch Joachim Heinrich Nicolassen; * vor 1700; † 27. Mai 1775 in Hamburg) war ein deutscher Baumeister.

## Leben
Herkunft und Geburtsort Nicolaßens sind unbekannt. Im Jahr 1736 schloss er die Ehe mit Johanna Magdalene Plagmans (1698–1740), aus der zwei Töchter hervorgingen. Im Jahr 1738 erwarb Nicolaßen mit der Berufsbezeichnung Hauszimmergeselle das Hamburger Bürgerrecht. 1741 heiratete er die zweiunddreißigjährige Witwe Caecilia Sophia Albrecht, geb. Blank (1709–1790). Die beiden hatten drei Söhne und zwei Töchter. Seit 1747 ist er als Juratus im Hamburger Kirchspiel St. Michaelis aktenkundig.
Am 10. März 1750 brannte die Michaeliskirche nach einem Blitzeinschlag nieder. Da abzusehen war, dass sich der Wiederaufbau in die Länge ziehen würde, stiftete der Senator Joachim Caspar Voigt 1754 den Bau einer Notkirche, des sogenannten Kleinen Michel an der Stelle des erst 1747 abgerissenen Vorgängerbaus der Michaeliskirche. Voigt beauftragte Nicolaßen mit dem Entwurf und der Bauleitung und schloss mit ihm einen Vertrag, nach dem der Bau innerhalb eines Jahres abgeschlossen sein sollte. Der erste Entwurf für eine Barockkirche in schnell zu errichtender Ständerbauweise, den Nicolaßen zusammen mit der Finanzierungszusage des zunächst anonym bleibenden Stifters einreichte, schien dem Kirchenkollegium jedoch zu einfach und zu klein. Es wünschte einen größeren und aus massivem Stein errichteten Bau der Kleinen Michaeliskirche. Darüber kam es zu „Misshelligkeiten“ und sogar einem Prozess zwischen Kirchenkollegium und Architekt, der bis ans Reichskammergericht ging. Um die die Planungen und Voigts Spende übersteigenden Kosten einzutreiben, erlaubte der Senat Nicolaßen, eine private Sammlung abzuhalten. Erst nach fast drei Jahren wurde der Kleine Michel 1757 fertiggestellt. Auch der Kanzelaltar wurde von Nicolaßen entworfen. 
Um 1760 baute Nicolaßen 30 kleine Häuser auf dem sogenannten Kamp zwischen Valentinskamp, Caffamacherreihe und Drehbahn. Die Häuser umgaben einen Innenhof, in dem Nicolaßen den ersten Hamburger Konzertsaal, den Konzertsaal auf dem Kamp (auch Musik-Saal auf der Dreybahn [Drehbahn] genannt), auf eigene Rechnung errichtete, der am 17. Januar 1761 eröffnet wurde und den er dann vermietete. Der Komponist Friedrich Hartmann Graf trat dort unter anderem als Konzertveranstalter auf. Georg Philipp Telemann führte dort am 5. November 1761 seine Oper Don Quichotte auf der Hochzeit des Comacho erstmalig auf und auch Carl Philipp Emanuel Bach veranstaltete ab dem 5. Mai 1768 dort Konzerte.
Nicolaßens Grab befindet sich in der Hamburger Michaeliskirche.
Sein Werk war nicht unumstritten. Nach Ansicht eines späteren Kritikers habe Nicolaßen Hamburg „mit vielen schlechten Gebäuden verunstaltet“ und auch die Turmfassade des Kleinen Michels sei „ein ächtes Muster von Häßlichkeit“.